# Klippe-røn
Klippe-Røn (Sorbus rupicola) er en busk eller op til 5 meter højt træ, der i Danmark kun er vildtvoksende på Bornholm. Frugterne smager melet-sødt.

## Beskrivelse
Klippe-Røn er en løvfældende busk eller et lille træ, som har en tætgrenet, opret vækst. Barken er først helt dækket af gråhvide hår, men snart efter bliver den gråbrun og spættet af barkporer. Ældre grene og stammer får efterhånden en bark, som er grå og opsprækkende. Knopperne er spredte og ægformede, brune med grå hår langs randen af knopskællene.
Bladene er hele og omvendt ægtformede med 7-9 par sideribber. Bladranden er dobbelt savtakket, oversiden er mørkegrøn og undersiden er næsten snehvid på grund af en tæt behåring. Blomstringen sker i maj-juni, hvor man ser de hvide blomster sidde samlet i halvskærme fra bladhjørner eller skudspidser. Frugterne er runde til elliptiske, røde bæræbler.
Rodnettet er groft og højtliggende.
Højde x bredde og årlig tilvækst: 5 x 4 m (25 x 20 cm/år).

## Voksested
Arten (eller underarten) er sjælden i Danmark, hvor den kun findes i klipperne på Bornholm. I Sverige findes den spredt fra Skåne til Uppland.
Ved Helligdomsklipperne på Bornholm findes den sammen med bl.a. Ahorn, Ask, Benved, Bøg, Ene, Hassel, Alm. Hvidtjørn, Alm. Hyld, Alm. Røn, Avnbøg, Engriflet Hvidtjørn, Fugle-Kirsebær, Navr, Selje-Røn, Skov-Elm, Slåen, Spids-Løn og Stilk-Eg.
| Portal | Portal:Botanik |

## Note
1. ↑  Jf. dog Germplasm Resources Information Network: Sorbus aria
2. ↑  NATURA 2000-basisanalyse for Habitatområde nr. 159: Spællinge Ådal, Døndal og Helligdomsklipperne